# Peugeot 203
O Peugeot 203 foi um carro médio produzido pela montadora francesa Peugeot entre 1948 e 1960.

## Histórico

### O início
O modelo foi exibido no Paris Motor Show em 1947, mas nessa época, já estava em desenvolvimento por mais de cinco anos. A produção foi inicialmente prejudicada greves e falta de matéria prima, mas a produção se regularizou em 1948 e as entregas começaram a ser efetivadas no início de 1949.

### A produção
O 203 foi o primeiro modelo da Peugeot lançado depois da Segunda Guerra Mundial. Durante os seus doze anos de produção saíram quase 700.000 unidades de vários modelos da linha de produção em Sochaux, França. Entre a retirada do 202 em 1949 e o lançamento do 403 em 1955, o 203 foi o único modelo produzido pela Peugeot.

### O fim
O último Peugeot 203 saiu da linha de produção em Sochaux em 25 de fevereiro de 1960. Três meses depois no final de maio, o modelo foi retirado do catálogo de preços.

### Na Austrália
O 203 foi montado também na Austrália, começando em 1953, tornando-se o primeiro modelo da Peugeot a ser produzido naquele país.